# Honingwespen
De honingwespen (Masarinae) vormen een onderfamilie van de plooivleugelwespen (Vespidae). Het zijn vrij ongewone wespen, die nu als een onafhankelijke onderfamilie bestaan, maar vroeger samen met de Euparagiinae deel uitmaakten van de familie der Masarinae.
De honingwespen vormen een vrij kleine onderfamilie. Het unieke aan deze insecten is dat ze hun larven enkel voeden met stuifmeel en nectar, wat zeer vergelijkbaar is met de meeste honingbijen.
De meeste soorten zijn zwart of bruin, samen met enkele strepen geel, wit of zelfs rood. Een combinatie van deze kleuren komt ook voor.
Ze leven vooral afzonderlijk in woestijnachtige gebieden in het zuiden van Afrika, maar ook in woestijnen in Noord- en Zuid-Amerika.

## Taxonomie
- Tribus Gayellini
  -     - Geslacht Gayella
    - Geslacht Paramasaris
- Tribus Masarini
  - Subtribus Priscomasarina
    - Geslacht Priscomasaris

  - Subtribus Paragiina
    - Geslacht Metaparagia
    - Geslacht Paragia

  - Subtribus Masarina
    - Geslacht Celonites
    - Geslacht Ceramiopsis
    - Geslacht Ceramius
    - Geslacht Jugurtia
    - Geslacht Masarina
    - Geslacht Masaris
    - Geslacht Pseudomasaris
    - Geslacht Quartinia
    - Geslacht Trimeria